# Islev Kirke
Islev Kirke är en kyrka i som ligger i stadsdelen Islev i Rødovre kommun i Storköpenhamn.

## Kyrkobyggnaden
Kyrkan uppfördes åren 1969 - 1970 efter ritningar av arkitekterna Inger och Johannes Exner. Invigningen ägde rum 18 januari 1970.
Byggnaden består kyrkorum, församlingslokaler och olika kontor.

## Inventarier
- Dopfunten består av ett kopparfat som vilar på sockel av järn.
- Orgeln är byggd av Th. Frobenius og Sønner Orgelbyggeri A/S efter ritningar av Inger och Johannes Exner.
- Altaret är byggt av tegelstenar efter ritningar av Inger och Johannes Exner.
- Ett krucifix är tillverkat av Robert Jacobsen, av skrot från en deponi nära Paris.